# ВАНС
VANS је приватна продукцијска и дистрибутерска кућа чија је основна намена продукција и дистрибуција филмова.
Значајна је продукција следећих наслова: Византијско плаво, Буре барута, Професионалац, Бумеранг, Лавиринт, Боље од бекства  итд.
На DVD су дистрибуирали наслове Горана Паскаљевића, Емира Кустурице, Горана Марковића...

## Продукција филмова
| Год.  | Назив              | Улога                   |
| ----- | ------------------ | ----------------------- |
| 1992. | Танго aргентино    | продуцент и дистрибутер |
| 1992. | Тито и ја          | дистрибутер             |
| 1993. | Боље од бекства    | продуцент и дистрибутер |
| 1993. | Византијско плаво  | продуцент и дистрибутер |
| 1998. | Буре барута        | продуцент и дистрибутер |
| 1998. | Збогом на 20. век  | продуцент и дистрибутер |
| 2000. | Сенке успомена     | дистрибутер             |
| 2001. | Бумеранг           | продуцент и дистрибутер |
| 2002. | Лавиринт           | продуцент и дистрибутер |
| 2003. | Професионалац      | продуцент и дистрибутер |
| 2008. | Није крај          | продуцент и дистрибутер |
| 2010. | 72 дана            | продуцент и дистрибутер |
| 2014. | Инерција прошлости | продуцент и дистрибутер |